# Hamnet Shakespeare
Hamnet Shakespeare (Stratford-upon-Avon, 1585 – 11 augustus 1596) was de enige zoon van William Shakespeare en Anne Hathaway. Zijn zus Judith en hij waren een tweeling en beiden zijn gedoopt op 2 februari 1585 in de parochiekerk van Stratford-upon-Avon. Hamnet en Judith hadden een oudere zus, Susanna.
Hamnet groeide op bij zijn grootvader in Stratford. Naar alle waarschijnlijkheid werd hij opgevoed door zijn moeder Anne, terwijl zijn vader de meeste tijd spendeerde aan schrijven en optredens in Londen. Opvallend is het feit dat alhoewel het voor een jongen uit zijn milieu normaal was om een opleiding te volgen, hierover nergens iets is terug te vinden.
Er is verder weinig over Hamnets leven bekend, behalve dat hij reeds in 1596 op elfjarige leeftijd overleed. De oorzaak is onbekend, al lijkt het waarschijnlijk dat hij bezweek aan de pest, een ziekte die in die dagen in Engeland veel levens eiste.

## Trivia
- Er zijn theorieën dat het verdriet na het overlijden van zijn enige zoon, Shakespeare uiteindelijk aanzette tot het schrijven van zijn tragedie Hamlet.

- International Standard Name Identifier: 0000 0003 6027 8832
- Library of Congress Control Number: no2011192758
- Nationale Bibliotheek van Tsjechië: hka20221154460
- Nationale Bibliotheek van Israël: 987009046143005171
- Virtual International Authority File: 220533736
- WorldCat: E39PBJfX7qY4BBvKG4rQCCR3Qq